# Ліщиново
Ліщи́ново (рос. Лещиново) — село у складі Нижньоломовського району Пензенської області, Росія.
Населення — 297 осіб (2010; 394 у 2002).
Національний склад станом на 2002 рік:
- росіяни — 98 %